# Jakob Silfverberg
Jakob Erik Silfverberg (* 13. Oktober 1990 in Gävle) ist ein schwedischer Eishockeyspieler, der seit April 2024 wieder bei Brynäs IF in der Svenska Hockeyligan unter Vertrag steht. Zuvor war der rechte Flügelstürmer über zwölf Jahre in der National Hockey League (NHL) aktiv und bestritt in dieser Zeit über 800 Partien für die Ottawa Senators und Anaheim Ducks.

## Karriere
Jakob Silfverberg begann seine Karriere als Eishockeyspieler in seiner Heimatstadt in der Nachwuchsabteilung von Brynäs IF, für dessen Profimannschaft er in der Saison 2008/09 sein Debüt in der Elitserien gab. In insgesamt 17 Spielen erzielte er in seinem Rookiejahr drei Tore und gab eine Vorlage. Anschließend wurde er im NHL Entry Draft 2009 in der zweiten Runde als insgesamt 39. Spieler von den Ottawa Senators ausgewählt. Zunächst blieb der Flügelspieler jedoch weiterhin bei seinem Heimatverein und erzielte in seiner ersten kompletten Spielzeit im professionellen Eishockey in der Saison 2009/10 in 53 Spielen je neun Tore und neun Vorlagen. Daraufhin wurden auch die Scouts in Russland auf den Schweden aufmerksam. Im KHL Junior Draft 2010 wurde er schließlich in der zweiten Runde als insgesamt 46. Spieler vom HK ZSKA Moskau ausgewählt. In der Saison 2010/11 konnte er sich erneut steigern. Durch 38 Scorerpunkte, davon 18 Tore, in insgesamt 58 Spielen gelang ihm der Sprung in die Senioren-Nationalmannschaft.
Am 30. Mai 2011 unterzeichnete er einen Dreijahresvertrag bei den Ottawa Senators aus der National Hockey League. In der Saison 2011/12 lief er jedoch zunächst weiterhin für seinen Stammverein Brynäs IF in der Elitserien auf. Der Flügelstürmer beendete diese Spielzeit mit einer Bilanz von 54 Zählern in 49 Partien der regulären Saison als zweitbester Punktesammler der Liga nach Topscorer Robert Rosén und wurde anschließend mit dem Guldhjälmen als wertvollster Akteur der Elitserien ausgezeichnet.
Zur Spielzeit 2012/13 wechselte Silfverberg schließlich fix in die Organisation der Ottawa Senators. Im Juli 2013 wurde er gemeinsam mit Stefan Noesen und einem Erstrunden-Wahlrecht im NHL Entry Draft 2014 im Austausch für Bobby Ryan zu den Anaheim Ducks transferiert.
Im August 2015 unterzeichnete der Schwede einen neuen Vierjahresvertrag bei den Ducks, der ihm ein durchschnittliches Jahresgehalt von 3,75 Millionen US-Dollar einbringen soll. Dieser wurde im März 2019 um weitere fünf Jahre verlängert, wobei er mit Beginn der Spielzeit 2019/20 pro Jahr 5,25 Millionen US-Dollar beziehen soll.
Nach der Saison 2023/24 erklärte Silfverberg seine NHL-Karriere für beendet und schloss sich im April 2024 wieder seinem Heimatverein Brynäs IF an, wo er vorerst einen Zweijahresvertrag unterzeichnete. Insgesamt hatte er in der NHL 820 Partien bestritten und dabei 373 Punkte verzeichnet.

### International

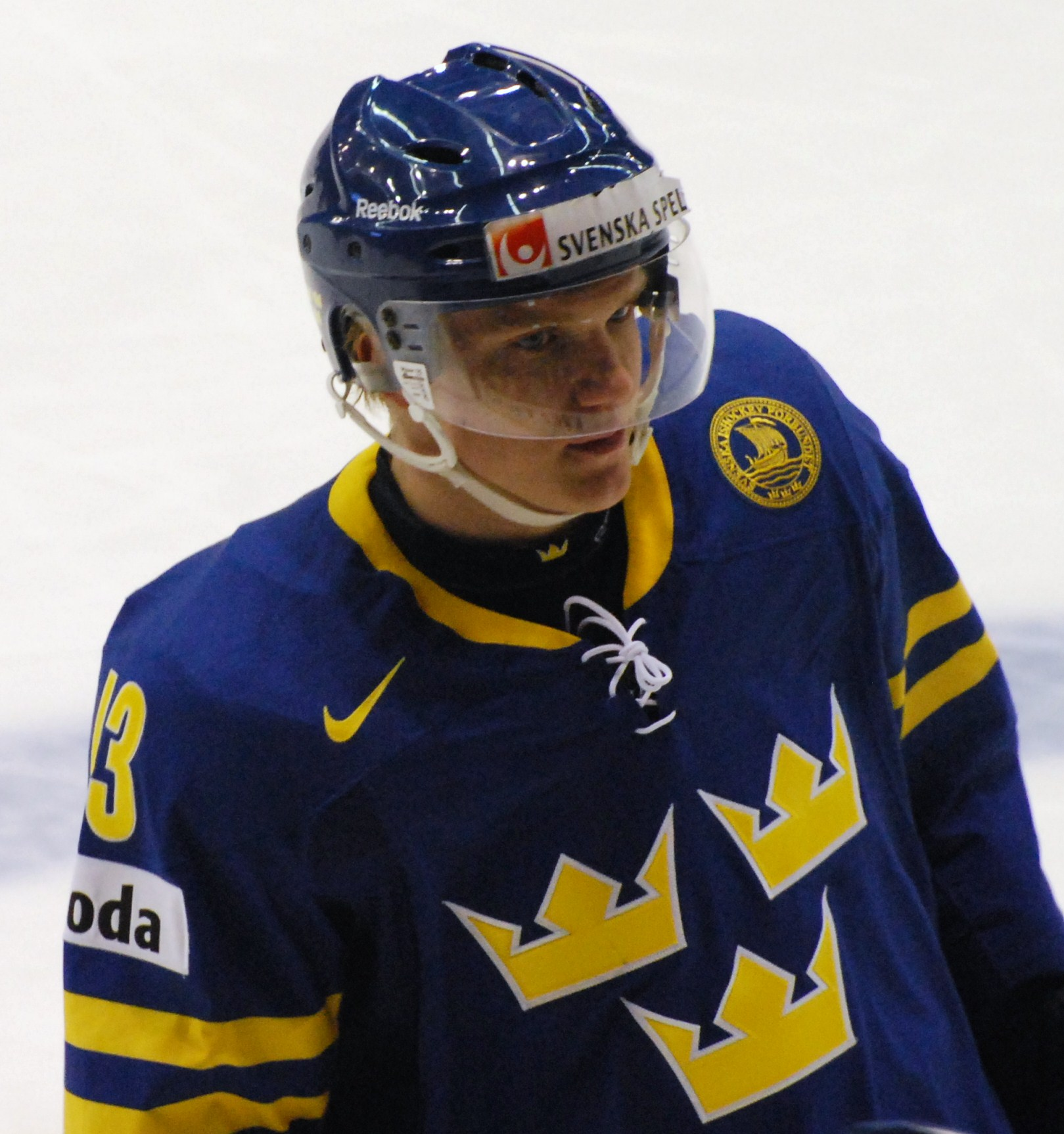
Silfverberg im Trikot der Nationalmannschaft

Für Schweden nahm Silfverberg im Juniorenbereich an der U18-Junioren-Weltmeisterschaft 2008 sowie der U20-Junioren-Weltmeisterschaft 2010 teil. Bei der U18-WM 2008 wurde er zu einem der drei besten Spieler seiner Mannschaft gewählt, bei der U20-WM 2010 gewann er mit seinem Team die Bronzemedaille. Im Seniorenbereich stand er bei der Weltmeisterschaft 2011 erstmals im Aufgebot seines Landes und gewann mit seiner Mannschaft auf Anhieb die Silbermedaille.
Des Weiteren vertrat er sein Heimatland beim World Cup of Hockey 2016 und erreichte dort mit dem Team den dritten Platz. Bei der Weltmeisterschaft 2023 – seiner ersten nach elf Jahren – führte er das schwedische Aufgebot als Mannschaftskapitän an.

## Erfolge und Auszeichnungen
| - 2012 Guldhjälmen - 2012 Guldpucken - 2012 Schwedischer Meister mit Brynäs IF - 2012 Stefan Liv Memorial Trophy | - 2012 Rinkens riddare - 2020 Teilnahme am NHL All-Star Game (Absage aus persönlichen Gründen) - 2025 Rinkens riddare |

### International
- 2010 Bronzemedaille bei der U20-Junioren-Weltmeisterschaft
- 2011 Silbermedaille bei der Weltmeisterschaft
- 2014 Silbermedaille bei den Olympischen Winterspielen

## Karrierestatistik
Stand: Ende der Saison 2023/24

### International
Vertrat Schweden bei:
| - U18-Weltmeisterschaft 2008 - U20-Weltmeisterschaft 2010 - Weltmeisterschaft 2011 - Weltmeisterschaft 2012 | - Olympischen Winterspielen 2014 - World Cup of Hockey 2016 - Weltmeisterschaft 2023 |

(Legende zur Spielerstatistik: Sp oder GP = absolvierte Spiele; T oder G = erzielte Tore; V oder A = erzielte Assists; Pkt oder Pts = erzielte Scorerpunkte; SM oder PIM = erhaltene Strafminuten; +/− = Plus/Minus-Bilanz; PP = erzielte Überzahltore; SH = erzielte Unterzahltore; GW = erzielte Siegtore; 1 Play-downs/Relegation; Kursiv: Statistik nicht vollständig)

## Familie
Jakob Silfverberg stammt aus einer Familie mit langjähriger Eishockeytradition. Sein Vater Jan-Erik Silfverberg und sein Onkel Conny Silfverberg waren ebenfalls professionelle Eishockeyspieler. Sein Bruder Joakim Silfverberg spielt in der drittklassigen Division 1, während sein Cousin Joel Silfverberg in der Nachwuchsabteilung von Brynäs IF aktiv ist.